# کروکد کریک (آلاسکا)
کروکد کریک (به انگلیسی: Crooked Creek) شهری در ناحیه سرشماری بتل، آلاسکا ایالت آلاسکا است که جمعیت آن در سرشماری سال ۲۰۰۰ میلادی ۱۳۷ نفر بوده‌است.